# Ярва-Яани (посёлок)
Я́рва-Я́ани (эст. Järva-Jaani) — городской посёлок в Эстонии в волости Ярва, уезд Ярвамаа. 
С 1991 года до 2017 года был административным центром одноимённой волости. После реформы местных самоуправлений Эстонии 2017 года стал административным центром волости Ярва.

## География и описание
Расположен в 30 км к северо-востоку от уездного центра — города Пайде. Население — 1051 чел. (2007).
Климат умеренный. Официальный язык — эстонский. Почтовый индекс — 73301.

## История
Поселение возникло как церковный посёлок на землях церковной мызы Ярва-Яани и рыцарской мызы Оргена (нем. OrgenaОрина, эст. Orina mõis).
Первый частный дом был построен примерно в 1900 году; до этого здесь были хутора, корчмы и мызы.
В 1922 году населённый пункт получил статус посёлка, в 1945–1987 годах был посёлком городского типа, затем опять сельским посёлком и с 2005 года получил статус городского посёлка.

## Экономика
Цех комбината молочных продуктов.

## Достопримечательности
- Музей старой техники,
- Пожарный музей,
- Музей кино,
- Церковь Иоанна Крестителя.

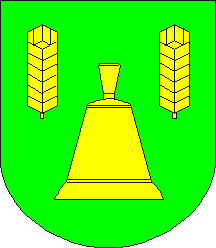
Герб бывшей поселковой волости Ярва-Яани
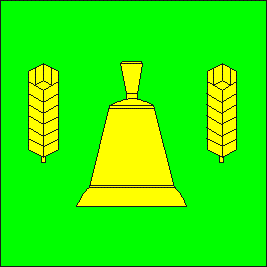
Флаг бывшей поселковой волости Ярва-Яани